# Geijutsu-za
Le Geijutsu-za (芸術座, litt. « théâtre des Arts ») est d'abord une compagnie théâtrale japonaise fondée par le dramaturge Hōgetsu Shimamura, en 1913, dissoute à sa mort, en 1918, puis une salle de théâtre, ouverte à Tokyo, au Japon, en 1957, à l'initiative du dramaturge Kazuo Kikuta. Il ferme en 2005.

## Situation
Le Geijutsu-za (litt. « théâtre des Arts ») était situé dans le quartier de Yūrakuchō (arrondissement de Chiyoda), à Tokyo, capitale du Japon.

## Histoire
En 1913, le critique littéraire et dramaturge japonais Hōgetsu Shimamura fonde, à Tokyo, la compagnie théâtrale Geijutsu-za,. Avec Sumako Matsui comme actrice principale, celle-ci joue notamment des pièces de l'écrivain belge de langue française Maurice Maeterlinck, du romancier russe Léon Tolstoï et du dramaturge norvégien Henrik Ibsen,. La troupe réunit aussi L'écrivain Ujaku Akita et l'acteur Shōjiō Sawada (ja). Si l'adaptation du roman Résurrection de Tolstoï est un succès public, grâce, en particulier, à l'interprétation, par Sumako Matsui, de la chanson populaire Chanson de Katyusha, une tension subsiste au sein de la compagnie entre une orientation artistique et une autre plus commerciale.
La mort du fondateur, en 1918, suivie de celle de Sumako Matsui entraîne la dissolution de la troupe théâtrale. Celle-ci, reconstituée, autour de l'actrice Yaeko Mizutani (ja), au cours de l'année 1924, est de nouveau dissoute en 1945,.
À la fin des années 1960, l'acteur et dramaturge Kazuo Kikuta reprend le nom « Geijutsu », au moment de créer un théâtre à Tokyo. Au mois d'avril 1957, il inaugure une salle de 720 places, dans le quartier de Yūrakuchō, au quatrième étage d'un bâtiment appartenant à la Tōhō, une maisons de production du cinéma japonais. Au fil des années, des actrices telles que Mitsuko Mori, Yūko Hama (ja) et Yukiyo Toake y sont révélées au grand public,.
Après presque cinquante ans d'activité artistique, le Geijutsu-za ferme, en 2005,.